# Хусейн, Закир
Закир Хусейн (хинди ज़ाकिर हुसै, пушту ذاکر حسین‎, урду ذاکِر حسین‎; 8 февраля 1897, Хайдарабад, Британская Индия — 3 мая 1969, Нью-Дели, Индия) — индийский государственный деятель, первый мусульманин, ставший во главе независимой Индии (президент страны в 1967—1969).

## Биография
Родился в пуштунской семье, принадлежащей племени кхешги. Вскоре его семья переехала из Хайдарабада в Каймгандж, где он вырос. Его племянниками были академик Масуд Хусейн и известный телеведущий, директор пакистанского государственного телевидения Анвар Хусейн.
Окончил Мусульманский англо-восточный колледж (впоследствии Алигархский мусульманский университет). Докторскую степень по экономике защитил в 1926 году в Берлинском университете им. Фридриха Вильгельма.
В 1927 году вернулся на родину, чтобы возглавить исламский университет Джамия Милля Исламия, руководство которого был тесно связано с борьбой за свободу Индии от британского правления. В этот период он становится одним из самых известных мыслителей и практиков в образовательной среде Индии. По приглашению Ганди он также стал председателем Национального комитета по базовому образованию, созданного в 1937 году для разработки учебного плана для школ.
С 1948 по 1956 годы являлся вице-канцлером Алигархского мусульманского университета. В 1956—1958 годы работал в исполнительном совете по вопросам образования, науки и культуры ООН (ЮНЕСКО).
В 1956 году был избран в состав Раджья сабха, в 1957 — назначен губернатором штата Бихар. В 1962 году был избран вице-президентом Индии. С 13 мая 1967 года по 3 мая 1969 года был президентом страны. За время президентства нанёс четыре государственных визита — в Венгрию, Югославию, СССР и Непал.
Его политика по укреплению секуляризма подвергалась критике со стороны ряда мусульманских активистов.
Скончался 3 мая 1969 года.
Его внук, Салман Хуршид, занимал пост министра иностранных дел Индии (2012—2014).
Имя Закира Хусейна было присвоено Инженерному колледжу Алигархского мусульманского университета.